# Bévillers
Bévillers é uma comuna francesa na região administrativa de Altos da França, no departamento do Norte. Estende-se por uma área de 4.79 km². Em 2010 a comuna tinha 572 habitantes (densidade: 119,4 hab./km²).